# Кеа (острів)
Кеа, Кеос (грец. Κέα) — острів в Греції, в південній частині Егейського моря, найближчий до Афін острів архіпелагу Кіклади.
Острів гористий, найвища точка — гора Профітіс Іліас (Пророк Ілля) має висоту 560 м. Площа острова — 129 км², протяжність берегової лінії — 81 км, чисельність населення — 2 400 жителів. Острів кам'янистий, за винятком внутрішньої частини з оливковими деревами і текучими до бухт струмками, русла яких поросли чагарником і олеандрами.

## Історія
Острів Кеа був заселений ще з кінця неоліту (до 3000 року до н. е.), про що свідчать знахідки в місцевості Кефала. Іонійці прибули на острів близько 1000 року до н. е., заснувавши чотири міста — Іуліду, Коресію, Поєесу і Карфею. Острів брав участь у війнах проти персів, пославши свої кораблі, які брали участь в Саламінській битві, а потім став членом Афінського морського союзу (478 рік до н. е.). Венеційці захопили Кеа на початку XIII століття, після чого послідувало безліч піратських набігів. Турки з'явилися тут в 1537 році. Проте панування їх ніколи не було міцним. У 1789–1790 роках герой національно-визвольної війни Ламброс Кацоніс використовував острів як базу для нападів на турецький флот.

## Відомі люди та події
- Симонід Кеоський — відомий давньогрецький ліричний поет, народився на острові Кеа.
- На острові народився Продік — софіст часів Сократа.
- Еразістрат (грец. Erasistratos; 304–250 роки до нашої ери) — грецький лікар, родом з Іуліди на острові Кеосі.
- Острів був відомий в Греції своїм жорстоким звичаєм — самогубством старих. Старі острова Кеос прикрашали голови вінками, влаштовували свято і в кінці пили цикуту.
- Поблизу острова в 1916 році затонув, натрапивши на міну, лайнер Британнік.